# 8 Diagrams
Albums de Wu-Tang Clan
Legend of the Wu-Tang Clan
(2004) A Better Tomorrow
(2014)
Singles
1. The Heart Gently Weeps
Sortie : 3 octobre 2007
2. Take It Back
Sortie : 2007

8 Diagrams est le cinquième album studio du Wu-Tang Clan, sorti le 11 décembre 2007 sur le label Street Records Corporation (SRC), qui est le label de Steve Rifkind, ancien directeur de Loud Records.
Le groupe n'avait pas sorti d'album studio depuis 2001 et l'album Iron Flag. Ce nouvel album réunit tous les membres du clan : RZA, GZA, Method Man, Ghostface Killah, Raekwon, Inspectah Deck, U-God, Masta Killa et même le regretté Ol' Dirty Bastard sur un titre bonus. Le titre Life Changes rend d'ailleurs hommage à ODB.

## Titre de l'album
Le nom de l'album fait référence au titre d'un film de kung-fu intitulé Eight-Diagram Pole Fighter avec l'acteur Gordon Liu.

## Historique
En juin 2007, dans une interview donnée au magazine NME, RZA déclare que l'album comprendra des productions d'Easy Mo Bee, Marley Marl, Q-Tip, DJ Scratch et Nile Rodgers. Finalement, Easy Mo Bee sera le seul producteur à apparaître sur 8 Diagrams.
Le 5 août 2007, lors du Virgin Festival de Baltimore, RZA annonce que l'album sera publié le 13 novembre 2007, date anniversaire de la mort d'Ol' Dirty Bastard. Finalement, la date de sortie est repoussée au 11 décembre.
Lors de la première du documentaire Wu: The Story of the Wu-Tang, à New York, Cappadonna révèle que le clan a enregistré entre 40 et 50 chansons, mais qu'environ 14 titres composeront l'album. Avant la sortie de l'opus, le site Loud.com a diffusé une mixtape gratuite comprenant des titres exclusifs et inédits parmi lesquels Thug World, Life Changes, Stick Me for My Riches et Weak Spot.

## Contenu
Contrairement au son « sombre et sinistre » des opus précédents, véritable signature du Wu-Tang, RZA propose des productions plus expérimentales, orchestrales avec un choix musical plus large.
Ghostface Killah et Raekwon ont d'ailleurs déclaré, lors d'interviews après la sortie de l'album, qu'ils n'étaient pas très à l'aise avec 8 Diagrams car on n'y retrouvait le « son Wu-Tang, ». En novembre 2007, Raekwon annonce qu'avec le reste du groupe, il publiera un album sans RZA, intitulé Shaolin vs. Wu-Tang. Plus tard, le magazine Vibe révèlera que Shaolin vs. Wu-Tang serait le cinquième album solo de Raekwon, sur lequel plusieurs membres du Wu-Tang feraient des apparitions, à l'exception de RZA.

## Singles
Contrairement aux rumeurs, le premier single de l'album n'est pas Watch Your Mouth, produit par DJ Scratch, qui avait été dévoilé lors d'un concert à Manchester. Dans la vidéo du concert, Method Man annonçait qu'il s'agissait du premier single exclusif de cet album. Cependant le titre ne figure même pas sur l'album en raison d'un problème de sample non déclaré. Le vrai premier single est donc The Heart Gently Weeps, reprise du titre While My Guitar Gently Weeps des Beatles. Le fils de George Harrison, Dhani Harrison, et John Frusciante des Red Hot Chili Peppers ont participé à la réalisation du morceau. À l'origine, la piste devait uniquement utiliser un sample du titre original mais finalement il s'agit d'une interpolation sur laquelle on retrouve Raekwon, Ghostface, Method Man et Erykah Badu, en featuring.

## Réception
L'album s'est classé 9e au Top R&B/Hip-Hop Albums et 25e au Billboard 200.

## Liste des titres
| No  | Titre                                                                                 | Contient un (des) sample(s) de | Durée |
| --- | ------------------------------------------------------------------------------------- | --- | ----- |
| 1.  | Campfire (Produit par RZA)                                                            | Gypsy Woman des Persuasions | 3:59  |
| 2.  | Take It Back (Produit par RZA et Easy Mo Bee)                                         | Nautilus de Bob James This That & the 3rd d'Ilacoin | 4:13  |
| 3.  | Get Them Out Ya Way Pa (Produit par RZA)                                              | | 4:18  |
| 4.  | Rushing Elephants (Produit par RZA)                                                   | Marche en La d'Ennio Morricone | 3:00  |
| 5.  | Unpredictable (featuring Dexter Wiggle – Produit par RZA)                             | Wailing Wail de Nicolas Flagello | 4:11  |
| 6.  | The Heart Gently Weeps (featuring Erykah Badu – Produit par RZA et George Drakoulias) | While My Guitar Gently Weeps des Beatles While My Guitar Gently Weeps de Jimmy Ponder | 5:37  |
| 7.  | Wolves (featuring George Clinton – Produit par RZA)                                   | Man's Best Friend de George Clinton Shame on a Nigga du Wu-Tang Clan (1993) | 4:14  |
| 8.  | Gun Will Go (featuring Sunny Valentine – Produit par RZA)                             | I Walk on Gilded Splinters de Johnny Jenkins | 4:16  |
| 9.  | Sunlight (Produit par RZA)                                                            | | 3:22  |
| 10. | Stick Me For My Riches (featuring Gerald Alston – Produit par RZA et Mathematics)     | Ooo-Wee Girl de David Porter Hang on Sloopy de David Porter | 6:08  |
| 11. | Starter (featuring Sunny Valentine et Tash Mahogany – Produit par RZA)                | | 4:13  |
| 12. | Windmill (Produit par RZA)                                                            | Bang, Bang de Nancy Sinatra Warm and Tender de Johnny Mathis Ain't No Sunshine de Lyn Collins Brave & Strong de Sly & the Family Stone Older Gods Part 2 de Masta Killa et Popa Wu featuring Quadeer U Allah, Allah B et Allah Sha Sha | 4:32  |
| 13. | Weak Spot (Produit par RZA et George Drakoulias)                                      | Sneakin' in the Back de Tom Scott and The L.A. Express | 3:58  |
| 14. | Life Changes (Produit par RZA)                                                        | The Road We Didn't Take de Freda Payne The Easiest Way to Fall de Freda Payne Tearz du Wu-Tang Clan Shimmy Shimmy Ya d'Ol' Dirty Bastard                                                                                               | 7:21  |

| 15. | Tar Pit (Produit par RZA)                    | | 4:56 |
| 16. | 16th Chamber (ODB Special) (Produit par RZA) | Sang and Dance des Bar-Kays The Stomp d'Ol' Dirty Bastard Protect Ya Neck II the Zoo d'Ol' Dirty Bastard and Brooklyn Zu featuring Prodigal Sunn, Killah Priest et 60 Second Assassin Release Yo' Delf de Method Man featuring Blue Raspberry | 2:45 |